# Saccharodite guamana
Saccharodite guamana är en insektsart som först beskrevs av Ronald Gordon Fennah 1956.  Saccharodite guamana ingår i släktet Saccharodite och familjen Derbidae. Inga underarter finns listade i Catalogue of Life.